# 霞城館
霞城館（かじょうかん）は、兵庫県たつの市龍野町にある文学館。矢野勘治記念館（やのかんじきねんかん）を併設する。事業主体は、たつの市。

## 概要
たつの市出身の近現代の文化人である三木露風、内海信之、矢野勘治、三木清らの顕彰を目的として設立された。文献や写真、遺品など約750点を展示する。館名は、龍野城の先の鶏籠山上の別名「朝霧城」に対する後の山麓の城の別名である「霞城」から名付けられた。敷地内にある矢野勘治記念館の建物は矢野勘治が晩年を過ごした旧宅で、矢野に関する資料を展示する。開館日は霞城館が1978年（昭和53年）4月15日で、矢野勘治記念館が1992年（平成4年）10月22日。
これまで運営してきた公益財団法人霞城館が2021年（令和3年）3月31日に解散したことで施設・文献・資料などが、たつの市に移管され4月1日から市の管理施設となる。
- 三木露風（操）（1889年 - 1964年） - 詩壇に「白露時代」をもたらした詩人。「赤とんぼ」の作詞者として知られる。
- 三木清（1897年 - 1945年） - 哲学者。京都大学では西田幾多郎門下で学び、後に「人生論ノート」、「哲学ノート」等を著す。
- 内海信之（泡末・青潮）（1884年 - 1968年） - 田園の詩人。
- 矢野勘治（興安嶺）（1880年 - 1961年） -  正岡子規門下の歌人。旧制一高の西寮寮歌「春爛漫」、東寮寮歌「嗚呼玉杯に花うけて」の作詞者。

## 利用情報
- 開館時間 - 9時から17時まで（入館は16時30分まで）
- 休館日 - 月曜日
- ひょうごっ子ココロンカードの利用対象施設になっている。

## 交通アクセス
- JR姫新線 本竜野駅 徒歩20分またはタクシー5分

## 周辺
- 龍野城
- 龍野公園、聚遠亭、龍野神社
- たつの市立龍野歴史文化資料館
- うすくち龍野醤油資料館